# Edvard Eriksen

Eriksens "Kleine Meerjungfrau"

Edvard Christian Johannes Eriksen (* 10. März 1876 in Kopenhagen; † 12. Januar 1959 ebenda) war ein naturalistischer dänischer Bildhauer, der unter anderem die Kleine Meerjungfrau in Kopenhagen erschaffen hat.

## Leben
Edvard Eriksen wurde 1895 zum Bildhauer ausgebildet. Nachdem 1902 ein erstes Werk für eine Ausstellung in Charlottenborg angenommen worden war („Det bødes der for“, dt. „Die Büßer“) bedeutete das Jahr 1904 den Durchbruch seiner Karriere als das Staatliche Kunstmuseum sein Werk „Håbet“ (Hoffnung) aufkaufte und er 1905 für „Dommen“ (Schicksal) ausgezeichnet wurde. 1908 erhielt er einen Auftrag über drei Marmorstatuen für den Sarkophag von Christian IX. und dessen Frau Louise im Dom von Roskilde, in dem „Sorgen, Erindringen og Kærligheden“ (Trauer, Andenken und Zuneigung) noch heute zu sehen sind.
Eriksens bekanntestes Werk ist „Den lille Havfrue“ (Kleine Meerjungfrau), die am 23. August 1913 an der Promenade Langelinie aufgestellt wurde.
Edvard Eriksen heiratete 1900 Eline Vilhelmine Møller (* 6. Februar 1881; † 24. September 1963) und hatte mit ihr fünf Kinder. Er war Honorarprofessor an der Kunstakademie von Carrara und wurde 1932 zum Ritter des Dannebrog-Ordens erhoben.